# Geometry Wars
『Geometry Wars』（ジオメトリー・ウォーズ）は2003年11月20日に発売されたXbox用ソフト『プロジェクトゴッサムレーシング2』におまけとして収録されていた、上空見下ろし視点型のシューティングゲーム。2005年12月10日にXbox 360用にビジュアルなどを強化したリメイク版『Geometry Wars: Retro Evolved』がXbox Live Arcade用ソフトとして登場し、2007年6月に発売された同ハード用の512Mメモリーユニットにも収録されている（期間限定。なおメモリーユニットには完全版の状態で収録されているが、ハードディスクなどへのコピーは不可）。
また、2007年10月11日発売の『PGR4 - プロジェクトゴッサムレーシング4 -』にも新バージョン『Geometry Wars: Waves』が収録されている。
また、2007年に海外でニンテンドーDS向けのGeometry Wars: Galaxiesが発売されており、日本でも幾つかの方法で入手が可能。国内ニンテンドーDSでも動作する。国内版(日本語版)の発売予定はない。

## 概要
プレイヤーはフィールド内のあらゆる場所から出現する、円や四角形など様々な形をした敵を撃ち続けていく。2本のスティックの内左側のスティックで自機を移動し、右側のスティックで弾を撃つ。この他の操作は緊急回避用にボムを投下し敵を全滅させるボタンがあるのみ。
敵を倒し続ける内に得点の倍率が上がり、武器も強化されていく。しかし敵に当たってミスとなると得点の倍率は初期状態に戻ってしまう。そのため高得点を取るためにはミスをせずに敵を避けたり撃ち落としたりし続けることが要求される。
Wavesでは敵を倒した後に出現する破片が倍率アップのアイテムとなっており、また1回のミスでゲームオーバーとなっている。

## Geometry Wars: Galaxies(ニンテンドーDS版)
海外版のみ。国内版の発売予定なし。
- 操作方法

十字ボタンにて自機の移動を行い、A,B,X,Yボタンにて弾を撃つ。移動や弾発射をタッチペンに割り当てることも可能。タッチペンに弾発射を割り当てた場合、タッチした場所に向かって弾を撃つ。DSの下画面にフィールドを表示する設定も可能で、その場合は見てタッチした場所に弾を撃つという直感的な操作が行える。

### Retro Evolvedモード
エンドレスのシンプルなモード。DSダウンロードプレイ（ゲームシェアリング）対応。

### Galaxiesモード
- 銀河の惑星系(恒星系)を一つずつ開放してゆくモード。一つの惑星系には複数の惑星が存在し、1つの惑星が1ステージとなる。1プレイ1ステージ。規定数ミスするとステージ終了。GEOMSという通貨があり、敵を倒した後に出現する破片を取ることで増加する。GEOMSを規定数消費することで、惑星系または惑星の解放が行え、新たなステージを遊ぶことができる。
- 惑星ごとに多様な形状のフィールドが存在する。動く地形などのギミックがしかけられているフィールドもある。
- Retro Evolvedの敵にくわえ、新たな敵が登場する。また、惑星系BETA以降には巨大な敵が登場する惑星もある。
- 自機にはDRONEというオプションが1機付属し、GEOMSを規定数消費することでDRONEの挙動（BEHAVIOR）を変更できるようになる。また、プレイごとに経験値(XP)がBEHAVIORに蓄積され、規定の経験値でレベルが上昇し、DRONEの挙動が向上する。経験値及びレベルはBEHAVIORごとに個別に蓄積される。
  - DRONEの挙動（BEHAVIOR）には以下の種類がある。

ATTACK
自機が弾を撃ったとき、自機の撃つ方向に近い方向に弾を撃つ。レベル上昇で弾の密度と連射速度が上がる。
DEFEND
ATTACKとほぼ同じ性能だが、逆の方向に弾を撃つ。レベル上昇の恩恵もATTACKとほぼ同じ。
COLLECT
弾を撃たない。敵を倒した後に出現する破片を数秒ごとに蒐集する。レベル上昇で遠くまで蒐集でき、方向転換も早くなる。
SNIPE
貫通弾を1～2秒ごとに撃つ。自機が撃つのとは無関係に撃つ。通常の大きさの敵がいない場合は撃たない。狙った敵が頻繁に動くなどで狙いが定まらない場合は撃たない。レベル上昇で、射撃数が上がり、より多くの種類の敵を狙うようになる。
SWEEP
弾を撃たない代わりに自機の周囲を旋回し、触れた敵を破壊する。レベル上昇で回転半径が小さくなり速度が増し、よりバリアらしい性能となる。
RAM
突進し、体当たりで敵を貫通して破壊する。レベル上昇でより遠くの敵を狙え、より多くの種類の敵を狙うようになる。
TURRET
360度に弾を撃つ。警告音が鳴り終わると、掃射のON/OFFが切り替わる。レベル上昇で弾の密度が上がり、弾を撃つ時間が長くなる。
BAIT
警告音が鳴る間、自機を追尾する敵を自機の代わりにおびき寄せる。レベル上昇で、弾も撃てるようになり、おびき寄せる時間と距離も伸びる。
- 惑星系は以下の10個が存在する。最初はALPHA-NOVICEのみしかプレイできないが、GEOMSを規定数消費して惑星系を解放することで、BETA以降の惑星系のステージもプレイできるようになる。惑星系を開放しただけでは遊べない惑星もある（GEOMSを規定数消費して惑星を開放する必要がある）。

ALPHA-NOVICE、BETA、GAMMA、DELTA、EPSILON、ZETA、ETA、THETA、KAPPA、LAMBDA(Wiiとの接続により開放)

### Multi Playerモード
複数のプレイヤーがDSダウンロードプレイにて対戦可能。
- Co-Opモード

複数プレイヤーがRetro Evolvedの一つのフィールドで協力してプレイ。ミス数の合計が規定値になるとゲームオーバー。
- Simultaneous対戦モード

複数のプレイヤーがRetro Evolvedの別個のフィールドでプレイ。任意の敵を相手フィールドに送りつけることで相手プレイヤーを攻撃し、最後に生き残ったプレイヤーが勝利としてポイントを獲得する。
- Versus対戦モード

自機側と敵側にプレイヤーがわかれてプレイ。敵側は任意の敵をフィールドに配置することでプレイヤーを攻撃し、自機側がミスすれば敵側プレイヤーの勝利となる。